# دغيم الرشيدي
دغيم ناصر الرشيدي، لاعب كرة قدم كويتي. لعب مع نادي النصر الكويتي. وسبق ولعب بصفوف المنتخب الكويتي تحت 17 سنه ومثل المنتخب وفي كأس الخليج للناشئين وكأس آسيا في اليابان.